# Un bel dì vedremo (film 1988)
Un bel dì vedremo è un cortometraggio del 1988 diretto da Vito Zagarrio.
Realizzato in alta definizione col sistema Eureka, il film ha ricevuto il premio speciale "Sèleco" ai David di Donatello 1989.